# ヴィヴィアン・バラクリシュナン
ヴィヴィアン・バラクリシュナン (Dr. Vivian Balakrishnan、タミル語: விவியன் பாலகிருஷ்ணன்; 1961年1月25日 - ) は、シンガポールの政治家。現在、外務大臣。人民行動党党員。
スマート・ネーション・イニシアティブ担当大臣、環境水資源大臣、コミュニティ開発・青少年・スポーツ大臣、情報通信・芸術副大臣、および貿易産業副大臣を歴任。

## 来歴
同じ小学校で働く教師として出会った、タミル系の父と中華系の母の間に生まれる。

シンガポール国立大学医学部卒業後、エジンバラ王立外科医学院(Ph.D)修了。1993年から 1995年まで、ロンドンのムーアフィールズ眼科病院に小児眼科の医師として勤務。その後、シンガポールに戻り、国立眼科センター、シンガポール国立大学病院、1998年にシンガポール国立大学准教授、1999年に、シンガポール国立眼科センター医長、2000年にシンガポール総合病院のCEOを歴任。

2001年に国会議員初当選。

## 人物
- 10代の頃からコンピュータやプログラミングに熱中し、ロンドンで眼科医として勤務していた際には、電子カルテの補助プログラムを作成、閣僚就任以降も趣味でRaspberry Piなどを使ってガジェットを自作している。[2][3]
- リー・シェンロン首相が趣味でC++で作成し公開した数独解法プログラムを、１週間かけてJavaScriptに移植し、自らのウェブサイトで公開した。[4]